# 蘇格蘭內克 (北卡羅萊納州)
蘇格蘭內克（英語：Scotland Neck）是一個位於美國北卡羅萊納州哈利法克斯縣的城鎮。

## 人口
根據2020年美國人口普查的數據，蘇格蘭內克的面積為3.08平方千米，皆為陸地。當地共有人口1640人，而人口密度為每平方千米532人。